# Tena Japundža
Tena Japundža (* 28. Oktober 1998 in Pula) ist eine kroatische Handballspielerin, die dem Kader der kroatischen Nationalmannschaft angehört.

## Karriere

### Im Verein
Japundža begann das Handballspielen beim ŽRK Rovinj. Nachdem die Außenspielerin bis zum Jahr 2016 für Rovinj gespielt hatte, schloss sie sich dem kroatischen Erstligisten ŽRK Umag an. In der Saison 2016/17 erzielte sie insgesamt 63 Treffer für Umag. Daraufhin wechselte die Linkshänderin zum Ligakonkurrenten ŽRK Lokomotiva Zagreb. Mit Zagreb gewann sie 2018 den kroatischen Pokal. Japundža verlor mit Lokomotiva das Finale des EHF European Cups 2020/21 gegen die spanische Mannschaft Rincón Fertilidad Málaga. Eine Woche nach dem verlorenen Europapokalfinale gewann sie mit Lokomotiva den kroatischen Pokal. 2022 und 2023 gewann sie mit Lokomotiva die kroatische Meisterschaft.

### In der Nationalmannschaft
Japundža lief anfangs für die kroatische Jugendnationalmannschaft auf. Mit dieser belegte sie bei der U-17-Europameisterschaft 2015 den sechsten Platz und warf mit 66 Treffern die zweitmeisten Tore im Wettbewerb. Im darauffolgenden Jahr belegte sie bei der U-18-Weltmeisterschaft den achten Platz. Weiterhin erzielte Japundža mit 58 Treffern die fünftmeisten Tore im Turnierverlauf. Anschließend gehörte sie dem Kader der kroatischen Juniorinnennationalmannschaft an. Bei der U-19-Europameisterschaft 2017 belegte Kroatien den zwölften Platz. Hierbei erzielte sie 56 Treffer. Beim letzten Turnier dieser Altersklasse, der U-20-Weltmeisterschaft 2018, belegte sie mit der kroatischen Auswahl den neunten Platz.
Japundža gehört mittlerweile dem Kader der kroatischen A-Nationalmannschaft an. Mit der kroatischen Auswahl gewann sie die Bronzemedaille bei der Europameisterschaft 2020. Sie steuerte zwei Treffer zum Erfolg bei. Mit Kroatien gewann sie die Silbermedaille bei den Mittelmeerspielen 2022. Wenige Monate später nahm Japundža ein zweites Mal an der Europameisterschaft teil, in deren Verlauf sie elf Treffer erzielte.